# 盛宗亮
盛宗亮（英語：Bright Sheng，1955年12月6日—），美國華裔作曲家、指挥家、钢琴家。

## 生平
盛宗亮生于上海，祖籍浙江宁波镇海，年仅4岁随母学习钢琴。文化大革命期间赴青海，任青海省民族歌舞剧团钢琴和打击乐演奏员，期间致力搜集青海民乐和少数民族歌舞音乐，自学青海“花儿”。1978年盛宗亮以第一名考入上海音乐学院作曲系，成为文革后首批音乐专业大学生。
1982年盛宗亮移民美國，寓居美国纽约，先后获得纽约市立大学音乐硕士学位（1984年）和哥伦比亚大学作曲博士学位（1993年），其间师从作曲家乔治·珀尔、雨果·韦斯戈尔、周文中、伦纳德·伯恩斯坦等人。1999年，比爾·克林頓招待中國总理朱镕基之際，白宮特別委託盛宗亮为晚宴作曲，由大提琴家马友友、琵琶演奏家吴蛮等人表演。盛宗亮2006－2008年间任纽约市芭蕾舞团专职作曲家，现为密歇根大學音乐系教授及香港科技大學高等研究院蘇海文及蘇包陪慶教授，他的作品常年在诸多欧美、亚洲著名乐团演出。

## 争议
2021年9月10日，盛宗亮在教授莎士比亚作品分析的课堂上播放了一部1965年的电影《奥赛罗》。由于剧中白人演员奥利维尔涂黑脸扮演黑人角色奥赛罗，盛宗亮遭学生举报为宣扬种族主义，随后密歇根大学对盛宗亮作出停职处罚。

## 部分作品
- 歌剧《马季农之歌》（The Song of Majnun）（1992年）
- 《中国夢》（China Dreams）（1995年）
- 音乐剧《银河》（The Silver River）（1997年）
- 钢琴协奏曲《红绫舞》（Red Silk Dance）（1999年）
- 《南京啊！南京》——为琵琶和乐队而作的挽歌（2000年）
- 歌剧《江青》（Madame Mao）（2003年）
- 舞剧《夜莺与玫瑰》（The Nightingale and the Rose）（2006年）
- 竖琴协奏曲《乡思》（Never Far Away）（2008年）

## 重要奖项
- 1987、1990、1995年：美国国家艺术基金会奖（英语：National Endowment for the Arts）
- 2001年：美国艺术文学院音乐奖
- 2001年：麦克阿瑟奖[7]

## 相似人物
- 马友友：二人同年出生，祖籍宁波。马以早慧闻名，7岁即以演奏天赋在西方知名。盛大器晚成，44岁才在西方声名鹊起[2]。
- 翁维亚：美籍华人钢琴演奏家，祖籍鄞县。

## 外部連結
- 官方网站（英語）